# Amici di Maria De Filippi (tredicesima edizione, fase iniziale)
La tredicesima edizione del talent show musicale Amici di Maria De Filippi è andata in onda nella sua fase iniziale dal 23 novembre 2013 al 15 marzo 2014 su Canale 5 con lo speciale del sabato pomeriggio in onda dalle 14:10 alle 16:00 con la conduzione di Maria De Filippi e dal 13 gennaio 2014 con la striscia quotidiana per la prima volta su Real Time. Le prime due puntate sono stati dedicati alla formazione della classe. Le prime due puntate sono state registrate il 16 novembre (con una settimana di differita dalla prima e due dalla seconda) ed è stata immediatamente pubblicata la rosa di 26 partecipanti (11 cantanti, 1 rapper, 2 band, 10 ballerini,1 breaker e 1 crew), a cui si sarebbe aggiunto il vincitore del concorso Fanta, Paolo Busti. Da sabato 29 marzo con la prima puntata in prima serata è iniziata la fase serale di questa edizione.
Per la prima volta, entrano nella scuola le band Alessio Bernabei leader dei Dear Jack, Leonardo Cristoni-Simons e Pasquale Sculco-Carboidrati e le crew Simone Landini-Human Evolution e Mattew-Knef.

## Concorrenti
| Canto                                                                 | Canto                                                                 | Canto                                                                 |                                  | Ballo                                                                        | Ballo                                                                        | Ballo                                                                        | Ballo |
| Professori                                                            |                                                                       |                                                                       |                                  |                                                                              |                                                                              |                                                                              |       |
| - Rudy Zerbi - Grazia Di Michele - Carlo Di Francesco - Klaus Bonoldi | - Rudy Zerbi - Grazia Di Michele - Carlo Di Francesco - Klaus Bonoldi | - Rudy Zerbi - Grazia Di Michele - Carlo Di Francesco - Klaus Bonoldi |                                  | - Kledi Kadiu - Veronica Peparini - Garrison Rochelle - Alessandra Celentano | - Kledi Kadiu - Veronica Peparini - Garrison Rochelle - Alessandra Celentano | - Kledi Kadiu - Veronica Peparini - Garrison Rochelle - Alessandra Celentano |       |
| Concorrenti                                                           |                                                                       |                                                                       |                                  |                                                                              |                                                                              |                                                                              |       |
| Posizione                                                             | Nome                                                                  | Disciplina                                                            |                                  | Posizione                                                                    | Nome                                                                         | Disciplina                                                                   |       |
| 1                                                                     | Deborah Iurato                                                        | canto                                                                 | 3                                | Vincenzo Durevole                                                            | latino                                                                       |                                                                              |       |
| 2                                                                     | Dear Jack (Alessio Bernabei)                                          | band                                                                  | 4                                | Christian Pace                                                               | ballo                                                                        |                                                                              |       |
| 5                                                                     | Giada Agasucci                                                        | canto                                                                 | 8                                | Lorenzo Del Moro                                                             | ballo                                                                        |                                                                              |       |
| 6                                                                     | Nick Casciaro                                                         | canto                                                                 | 9                                | Oscar Valdeès Carmenates                                                     | classico                                                                     |                                                                              |       |
| 7                                                                     | Paolo Macagnino                                                       | canto                                                                 | 11                               | Federica Rigoli                                                              | ballo                                                                        |                                                                              |       |
| 10                                                                    | Carboidrati (Pasquale Sculco)                                         | band                                                                  | 12                               | Knef (Matthew Totaro)                                                        | crew                                                                         |                                                                              |       |
| 13                                                                    | Dennis Angeloni "Denny Lahome"                                        | rap                                                                   | 16                               | Giacomo Castellana                                                           | ballo                                                                        |                                                                              |       |
| 14                                                                    | Sara Mattei                                                           | canto                                                                 | Jacopo Paone                     | Jacopo Paone                                                                 | break                                                                        |                                                                              |       |
| 15                                                                    | Miriam Masala                                                         | canto                                                                 | Human Evolution (Simone Landini) | Human Evolution (Simone Landini)                                             | crew                                                                         |                                                                              |       |
| Alessio Trimboli                                                      | Alessio Trimboli                                                      | canto                                                                 | Francesco Bertini                | Francesco Bertini                                                            | latino                                                                       |                                                                              |       |
| Giacomo Paci                                                          | Giacomo Paci                                                          | cantautorato                                                          | Paolo Busti                      | Paolo Busti                                                                  | ballo                                                                        |                                                                              |       |
| Simons (Leonardo Cristoni)                                            | Simons (Leonardo Cristoni)                                            | band                                                                  | Francesca Del Toro               | Francesca Del Toro                                                           | ballo                                                                        |                                                                              |       |
| Cesare Cernigliaro                                                    | Cesare Cernigliaro                                                    | rap                                                                   | Greta Giampietro                 | Greta Giampietro                                                             | ballo                                                                        |                                                                              |       |
| Exxtra                                                                | Exxtra                                                                | rap                                                                   | Angelo D'Aiello                  | Angelo D'Aiello                                                              | ballo                                                                        |                                                                              |       |
| Gloria Atzeni                                                         | Gloria Atzeni                                                         | canto                                                                 | Naomi Mele                       | Naomi Mele                                                                   | ballo                                                                        |                                                                              |       |
| Vincenzo Ficicchia                                                    | Vincenzo Ficicchia                                                    | canto                                                                 | Cristian Lo Presti               | Cristian Lo Presti                                                           | ballo                                                                        |                                                                              |       |
| Michael Dakhil                                                        | Michael Dakhil                                                        | canto                                                                 | Letizia Rizzoni                  | Letizia Rizzoni                                                              | classico                                                                     | classico                                                                     |       |
|                                                                       |                                                                       |                                                                       | Valerio Moro                     | Valerio Moro                                                                 | classico                                                                     | classico                                                                     |       |
| Emiliano Serra                                                        | Emiliano Serra                                                        | break                                                                 |                                  |                                                                              |                                                                              |                                                                              |       |

## Tabellone delle verifiche
Legenda:

     Corsa sospesa

     Riconfermato

     In sfida

     In sfida immediata

     Vince la sfida

     Esaminato da una commissione esterna

     Entra nella scuola

     Possiede la maglia verde del serale

     Indossa ancora la maglia nera

 Giudizio espresso da Di Michele

 Giudizio espresso da Zerbi

 Giudizio espresso da Bonoldi

 Giudizio espresso da Di Francesco

 Giudizio espresso da Garrison

 Giudizio espresso da Celentano

 Giudizio espresso da Kledi

 Giudizio espresso da Peparini

 Giudizio espresso dal pubblico a casa

 Semaforo Rosso

 Semaforo Giallo

 Semaforo Verde

 Entra a far parte della squadra BIANCA

 Entra a far parte della squadra BLU

     Accede al serale

     Ritirato/Infortunato

     Eliminato

     Salvato dagli altri professori

### Ballo
| Settimana       | 1           | 2                                            | 3                                            | 3                                            | 4                                            | 4                                               | 5                                               | 5                                               | 6                                               | 6                                               | 7                                               | 7                                               | 8                                               | 8                                               | 9                                               | 10                                              | 11                                              | 11                                              | 12                                              | 12                                              |  |
| --------------- | ----------- | -------------------------------------------- | -------------------------------------------- | -------------------------------------------- | -------------------------------------------- | ----------------------------------------------- | ----------------------------------------------- | ----------------------------------------------- | ----------------------------------------------- | ----------------------------------------------- | ----------------------------------------------- | ----------------------------------------------- | ----------------------------------------------- | ----------------------------------------------- | ----------------------------------------------- | ----------------------------------------------- | ----------------------------------------------- | ----------------------------------------------- | ----------------------------------------------- | ----------------------------------------------- |  |
| Oscar           | Non in gara | Non in gara                                  | Non in gara                                  | Non in gara                                  | Non in gara                                  | Non in gara                                     | Non in gara                                     | Non in gara                                     | Non in gara                                     | Non in gara                                     | Non in gara                                     |                                                 | N.D.                                            |                                                 |                                                 |                                                 |                                                 |                                                 |                                                 |                                                 |  |
| Vincenzo        | Non in gara | Non in gara                                  | Non in gara                                  | Non in gara                                  | Non in gara                                  | Non in gara                                     | Non in gara                                     |                                                 |                                                 |                                                 |                                                 |                                                 | N.D.                                            |                                                 |                                                 |                                                 |                                                 |                                                 |                                                 |                                                 |  |
| Knef            | Non in gara | Non in gara                                  | Non in gara                                  | Non in gara                                  | Non in gara                                  | Non in gara                                     | Non in gara                                     | Non in gara                                     | Non in gara                                     |                                                 | N.D.                                            |                                                 |                                                 | N.D.                                            |                                                 |                                                 |                                                 |                                                 |                                                 |                                                 |  |
| Federica        |             |                                              | N.D.                                         |                                              | N.D.                                         |                                                 |                                                 |                                                 | N.D.                                            | N.D.                                            | N.D.                                            |                                                 | N.D.                                            |                                                 | N.D.                                            |                                                 |                                                 |                                                 |                                                 |                                                 |  |
| Giacomo         |             |                                              | N.D.                                         |                                              | N.D.                                         |                                                 |                                                 | N.D.                                            |                                                 |                                                 | N.D.                                            |                                                 |                                                 | N.D.                                            | N.D.                                            | N.D.                                            | N.D.                                            |                                                 |                                                 |                                                 |  |
| Christian       |             |                                              | N.D.                                         | N.D.                                         |                                              |                                                 | N.D.                                            | N.D.                                            |                                                 |                                                 | N.D.                                            |                                                 | N.D.                                            |                                                 | N.D.                                            |                                                 |                                                 |                                                 |                                                 |                                                 |  |
| Lorenzo         | Non in gara | Non in gara                                  | Non in gara                                  | Non in gara                                  | Non in gara                                  | Non in gara                                     | Non in gara                                     | Non in gara                                     | Non in gara                                     | Non in gara                                     | Non in gara                                     |                                                 | N.D.                                            |                                                 | N.D.                                            | N.D.                                            | N.D.                                            | N.D.                                            |                                                 |                                                 |  |
| Jacopo          |             | N.D.                                         | N.D.                                         |                                              | N.D.                                         | N.D.                                            | N.D.                                            | N.D.                                            |                                                 | N.D.                                            | N.D.                                            | N.D.                                            | N.D.                                            | N.D.                                            |                                                 | N.D.                                            | N.D.                                            | N.D.                                            |                                                 |                                                 |  |
| Human Evolution |             | N.D.                                         |                                              |                                              |                                              |                                                 | N.D.                                            | N.D.                                            | N.D.                                            | N.D.                                            | N.D.                                            | N.D.                                            | N.D.                                            | N.D.                                            |                                                 |                                                 |                                                 |                                                 |                                                 |                                                 |  |
| Francesco       | Non in gara | Non in gara                                  | Non in gara                                  | Non in gara                                  | Non in gara                                  | Non in gara                                     | Non in gara                                     | Non in gara                                     | Non in gara                                     | Non in gara                                     | Non in gara                                     | Non in gara                                     |                                                 |                                                 |                                                 |                                                 |                                                 |                                                 |                                                 |                                                 |  |
| Paolo           | Non in gara | Non in gara                                  | Non in gara                                  |                                              | N.D.                                         |                                                 | N.D.                                            | N.D.                                            |                                                 |                                                 |                                                 | N.D.                                            | N.D.                                            | N.D.                                            |                                                 |                                                 |                                                 |                                                 |                                                 |                                                 |  |
| Francesca       |             |                                              | N.D.                                         | N.D.                                         | N.D.                                         |                                                 |                                                 |                                                 | N.D.                                            | N.D.                                            |                                                 |                                                 | PERDE la sfida contro Lorenzo                   | PERDE la sfida contro Lorenzo                   | PERDE la sfida contro Lorenzo                   | PERDE la sfida contro Lorenzo                   | PERDE la sfida contro Lorenzo                   | PERDE la sfida contro Lorenzo                   | PERDE la sfida contro Lorenzo                   | PERDE la sfida contro Lorenzo                   |  |
| Greta           |             |                                              | N.D.                                         | N.D.                                         | N.D.                                         |                                                 | N.D.                                            | N.D.                                            |                                                 | [ 1 ]                                           |                                                 |                                                 | PERDE la sfida contro Oscar                     | PERDE la sfida contro Oscar                     | PERDE la sfida contro Oscar                     | PERDE la sfida contro Oscar                     | PERDE la sfida contro Oscar                     | PERDE la sfida contro Oscar                     | PERDE la sfida contro Oscar                     | PERDE la sfida contro Oscar                     |  |
| Angelo          | N.D.        | N.D.                                         | N.D.                                         | N.D.                                         | N.D.                                         |                                                 |                                                 |                                                 |                                                 | ELIMINATO con il consenso di tutti i professori | ELIMINATO con il consenso di tutti i professori | ELIMINATO con il consenso di tutti i professori | ELIMINATO con il consenso di tutti i professori | ELIMINATO con il consenso di tutti i professori | ELIMINATO con il consenso di tutti i professori | ELIMINATO con il consenso di tutti i professori | ELIMINATO con il consenso di tutti i professori | ELIMINATO con il consenso di tutti i professori | ELIMINATO con il consenso di tutti i professori | ELIMINATO con il consenso di tutti i professori |  |
| Naomi           |             |                                              | N.D.                                         |                                              |                                              |                                                 |                                                 | ELIMINATA con il consenso di tutti i professori | ELIMINATA con il consenso di tutti i professori | ELIMINATA con il consenso di tutti i professori | ELIMINATA con il consenso di tutti i professori | ELIMINATA con il consenso di tutti i professori | ELIMINATA con il consenso di tutti i professori | ELIMINATA con il consenso di tutti i professori | ELIMINATA con il consenso di tutti i professori | ELIMINATA con il consenso di tutti i professori | ELIMINATA con il consenso di tutti i professori | ELIMINATA con il consenso di tutti i professori | ELIMINATA con il consenso di tutti i professori | ELIMINATA con il consenso di tutti i professori |  |
| Cristian        | N.D.        |                                              | N.D.                                         |                                              | N.D.                                         | LASCIA la scuola in seguito ad un infortunio    | LASCIA la scuola in seguito ad un infortunio    | LASCIA la scuola in seguito ad un infortunio    | LASCIA la scuola in seguito ad un infortunio    | LASCIA la scuola in seguito ad un infortunio    | LASCIA la scuola in seguito ad un infortunio    | LASCIA la scuola in seguito ad un infortunio    | LASCIA la scuola in seguito ad un infortunio    | LASCIA la scuola in seguito ad un infortunio    | LASCIA la scuola in seguito ad un infortunio    | LASCIA la scuola in seguito ad un infortunio    | LASCIA la scuola in seguito ad un infortunio    | LASCIA la scuola in seguito ad un infortunio    | LASCIA la scuola in seguito ad un infortunio    | LASCIA la scuola in seguito ad un infortunio    |  |
| Letizia         | N.D.        |                                              |                                              |                                              |                                              | ELIMINATA con il consenso di tutti i professori | ELIMINATA con il consenso di tutti i professori | ELIMINATA con il consenso di tutti i professori | ELIMINATA con il consenso di tutti i professori | ELIMINATA con il consenso di tutti i professori | ELIMINATA con il consenso di tutti i professori | ELIMINATA con il consenso di tutti i professori | ELIMINATA con il consenso di tutti i professori | ELIMINATA con il consenso di tutti i professori | ELIMINATA con il consenso di tutti i professori | ELIMINATA con il consenso di tutti i professori | ELIMINATA con il consenso di tutti i professori | ELIMINATA con il consenso di tutti i professori | ELIMINATA con il consenso di tutti i professori | ELIMINATA con il consenso di tutti i professori |  |
| Valerio         |             | LASCIA la scuola in seguito ad un infortunio | LASCIA la scuola in seguito ad un infortunio | LASCIA la scuola in seguito ad un infortunio | LASCIA la scuola in seguito ad un infortunio | LASCIA la scuola in seguito ad un infortunio    | LASCIA la scuola in seguito ad un infortunio    | LASCIA la scuola in seguito ad un infortunio    | LASCIA la scuola in seguito ad un infortunio    | LASCIA la scuola in seguito ad un infortunio    | LASCIA la scuola in seguito ad un infortunio    | LASCIA la scuola in seguito ad un infortunio    | LASCIA la scuola in seguito ad un infortunio    | LASCIA la scuola in seguito ad un infortunio    | LASCIA la scuola in seguito ad un infortunio    | LASCIA la scuola in seguito ad un infortunio    | LASCIA la scuola in seguito ad un infortunio    | LASCIA la scuola in seguito ad un infortunio    | LASCIA la scuola in seguito ad un infortunio    | LASCIA la scuola in seguito ad un infortunio    |  |
| Emiliano        |             | PERDE la sfida contro Jacopo                 | PERDE la sfida contro Jacopo                 | PERDE la sfida contro Jacopo                 | PERDE la sfida contro Jacopo                 | PERDE la sfida contro Jacopo                    | PERDE la sfida contro Jacopo                    | PERDE la sfida contro Jacopo                    | PERDE la sfida contro Jacopo                    | PERDE la sfida contro Jacopo                    | PERDE la sfida contro Jacopo                    | PERDE la sfida contro Jacopo                    | PERDE la sfida contro Jacopo                    | PERDE la sfida contro Jacopo                    | PERDE la sfida contro Jacopo                    | PERDE la sfida contro Jacopo                    | PERDE la sfida contro Jacopo                    | PERDE la sfida contro Jacopo                    | PERDE la sfida contro Jacopo                    | PERDE la sfida contro Jacopo                    |  |

### Canto
| Settimana   | 1           | 1           | 2                                               | 2                                               | 3                                               | 3                                               | 4                                               | 4                                               | 5                                               | 5                                               | 6                                               | 6                                               | 7                                               | 7                                               | 8                                               | 8                                               | 9                                               | 10                                              | 10                                              | 11                                              | 11                                              | 12                                              | 12                                              |                                                 |
| ----------- | ----------- | ----------- | ----------------------------------------------- | ----------------------------------------------- | ----------------------------------------------- | ----------------------------------------------- | ----------------------------------------------- | ----------------------------------------------- | ----------------------------------------------- | ----------------------------------------------- | ----------------------------------------------- | ----------------------------------------------- | ----------------------------------------------- | ----------------------------------------------- | ----------------------------------------------- | ----------------------------------------------- | ----------------------------------------------- | ----------------------------------------------- | ----------------------------------------------- | ----------------------------------------------- | ----------------------------------------------- | ----------------------------------------------- | ----------------------------------------------- | ----------------------------------------------- |
| Carboidrati | Non in gara | Non in gara | Non in gara                                     | Non in gara                                     | Non in gara                                     | Non in gara                                     | Non in gara                                     | Non in gara                                     | Non in gara                                     |                                                 |                                                 | N.D.                                            | N.D.                                            |                                                 |                                                 |                                                 |                                                 |                                                 |                                                 |                                                 |                                                 |                                                 |                                                 |                                                 |
| Deborah     | N.D.        |             |                                                 |                                                 | N.D.                                            |                                                 |                                                 |                                                 | N.D.                                            | N.D.                                            |                                                 |                                                 | N.D.                                            |                                                 | N.D.                                            |                                                 |                                                 |                                                 |                                                 |                                                 |                                                 |                                                 |                                                 |                                                 |
| Miriam      | N.D.        |             | N.D.                                            |                                                 |                                                 |                                                 | N.D.                                            | N.D.                                            | N.D.                                            | N.D.                                            | N.D.                                            | N.D.                                            |                                                 |                                                 |                                                 | N.D.                                            | N.D.                                            |                                                 |                                                 |                                                 |                                                 |                                                 |                                                 |                                                 |
| Dear Jack   |             |             |                                                 |                                                 | N.D.                                            |                                                 | N.D.                                            |                                                 |                                                 |                                                 | N.D.                                            |                                                 | N.D.                                            | N.D.                                            | N.D.                                            |                                                 | N.D.                                            | N.D.                                            |                                                 |                                                 |                                                 |                                                 |                                                 |                                                 |
| Denny       | Non in gara | Non in gara | Non in gara                                     | Non in gara                                     | Non in gara                                     | Non in gara                                     | Non in gara                                     |                                                 |                                                 | N.D.                                            |                                                 |                                                 |                                                 |                                                 | N.D.                                            | N.D.                                            | N.D.                                            | N.D.                                            |                                                 |                                                 |                                                 |                                                 |                                                 |                                                 |
| Nick        | N.D.        | N.D.        | N.D.                                            | N.D.                                            |                                                 |                                                 | [ 2 ]                                           | [ 2 ]                                           |                                                 | [ 2 ]                                           |                                                 |                                                 | N.D.                                            | N.D.                                            | N.D.                                            | N.D.                                            |                                                 | N.D.                                            | N.D.                                            | N.D.                                            |                                                 |                                                 |                                                 |                                                 |
| Giada       | N.D.        | N.D.        | N.D.                                            |                                                 | N.D.                                            |                                                 |                                                 | N.D.                                            | N.D.                                            | N.D.                                            | N.D.                                            |                                                 | N.D.                                            | N.D.                                            |                                                 | N.D.                                            | N.D.                                            | N.D.                                            | N.D.                                            | N.D.                                            |                                                 |                                                 |                                                 |                                                 |
| Paolo       | N.D.        | N.D.        | N.D.                                            |                                                 |                                                 |                                                 | N.D.                                            | N.D.                                            | N.D.                                            | N.D.                                            | N.D.                                            | N.D.                                            |                                                 |                                                 | N.D.                                            |                                                 | N.D.                                            |                                                 | N.D.                                            | N.D.                                            | N.D.                                            |                                                 |                                                 |                                                 |
| Sara        | N.D.        | N.D.        | N.D.                                            | N.D.                                            | N.D.                                            |                                                 |                                                 |                                                 |                                                 |                                                 | N.D.                                            | N.D.                                            | N.D.                                            | N.D.                                            | N.D.                                            | N.D.                                            |                                                 | N.D.                                            | N.D.                                            |                                                 | N.D.                                            |                                                 |                                                 |                                                 |
| Alessio     | Non in gara | Non in gara | Non in gara                                     |                                                 | N.D.                                            | N.D.                                            | N.D.                                            | N.D.                                            |                                                 | N.D.                                            | N.D.                                            | N.D.                                            | N.D.                                            | N.D.                                            | N.D.                                            | N.D.                                            |                                                 |                                                 | N.D.                                            | N.D.                                            | N.D.                                            |                                                 |                                                 |                                                 |
| Giacomo     | N.D.        |             | N.D.                                            |                                                 | N.D.                                            | N.D.                                            |                                                 | N.D.                                            | N.D.                                            |                                                 |                                                 |                                                 | N.D.                                            |                                                 |                                                 |                                                 |                                                 |                                                 |                                                 |                                                 |                                                 |                                                 |                                                 |                                                 |
| Simons      | N.D.        |             | N.D.                                            | N.D.                                            | N.D.                                            | N.D.                                            | N.D.                                            | N.D.                                            |                                                 |                                                 | PERDONO la sfida contro i Carboidrati           | PERDONO la sfida contro i Carboidrati           | PERDONO la sfida contro i Carboidrati           | PERDONO la sfida contro i Carboidrati           | PERDONO la sfida contro i Carboidrati           | PERDONO la sfida contro i Carboidrati           | PERDONO la sfida contro i Carboidrati           | PERDONO la sfida contro i Carboidrati           | PERDONO la sfida contro i Carboidrati           | PERDONO la sfida contro i Carboidrati           | PERDONO la sfida contro i Carboidrati           | PERDONO la sfida contro i Carboidrati           | PERDONO la sfida contro i Carboidrati           | PERDONO la sfida contro i Carboidrati           |
| Cesare      | N.D.        | N.D.        | N.D.                                            | N.D.                                            | N.D.                                            | N.D.                                            |                                                 |                                                 |                                                 | ELIMINATO con il consenso di tutti i professori | ELIMINATO con il consenso di tutti i professori | ELIMINATO con il consenso di tutti i professori | ELIMINATO con il consenso di tutti i professori | ELIMINATO con il consenso di tutti i professori | ELIMINATO con il consenso di tutti i professori | ELIMINATO con il consenso di tutti i professori | ELIMINATO con il consenso di tutti i professori | ELIMINATO con il consenso di tutti i professori | ELIMINATO con il consenso di tutti i professori | ELIMINATO con il consenso di tutti i professori | ELIMINATO con il consenso di tutti i professori | ELIMINATO con il consenso di tutti i professori | ELIMINATO con il consenso di tutti i professori | ELIMINATO con il consenso di tutti i professori |
| Exxtra      | N.D.        | N.D.        | N.D.                                            |                                                 |                                                 |                                                 |                                                 |                                                 | PERDONO la sfida contro Denny                   | PERDONO la sfida contro Denny                   | PERDONO la sfida contro Denny                   | PERDONO la sfida contro Denny                   | PERDONO la sfida contro Denny                   | PERDONO la sfida contro Denny                   | PERDONO la sfida contro Denny                   | PERDONO la sfida contro Denny                   | PERDONO la sfida contro Denny                   | PERDONO la sfida contro Denny                   | PERDONO la sfida contro Denny                   | PERDONO la sfida contro Denny                   | PERDONO la sfida contro Denny                   | PERDONO la sfida contro Denny                   | PERDONO la sfida contro Denny                   | PERDONO la sfida contro Denny                   |
| Gloria      | N.D.        | N.D.        | N.D.                                            |                                                 |                                                 | ELIMINATA con il consenso di tutti i professori | ELIMINATA con il consenso di tutti i professori | ELIMINATA con il consenso di tutti i professori | ELIMINATA con il consenso di tutti i professori | ELIMINATA con il consenso di tutti i professori | ELIMINATA con il consenso di tutti i professori | ELIMINATA con il consenso di tutti i professori | ELIMINATA con il consenso di tutti i professori | ELIMINATA con il consenso di tutti i professori | ELIMINATA con il consenso di tutti i professori | ELIMINATA con il consenso di tutti i professori | ELIMINATA con il consenso di tutti i professori | ELIMINATA con il consenso di tutti i professori | ELIMINATA con il consenso di tutti i professori | ELIMINATA con il consenso di tutti i professori | ELIMINATA con il consenso di tutti i professori | ELIMINATA con il consenso di tutti i professori | ELIMINATA con il consenso di tutti i professori | ELIMINATA con il consenso di tutti i professori |
| Vincenzo    | N.D.        |             |                                                 |                                                 | PERDE la sfida contro Alessio                   | PERDE la sfida contro Alessio                   | PERDE la sfida contro Alessio                   | PERDE la sfida contro Alessio                   | PERDE la sfida contro Alessio                   | PERDE la sfida contro Alessio                   | PERDE la sfida contro Alessio                   | PERDE la sfida contro Alessio                   | PERDE la sfida contro Alessio                   | PERDE la sfida contro Alessio                   | PERDE la sfida contro Alessio                   | PERDE la sfida contro Alessio                   | PERDE la sfida contro Alessio                   | PERDE la sfida contro Alessio                   | PERDE la sfida contro Alessio                   | PERDE la sfida contro Alessio                   | PERDE la sfida contro Alessio                   | PERDE la sfida contro Alessio                   | PERDE la sfida contro Alessio                   | PERDE la sfida contro Alessio                   |
| Michael     | N.D.        |             | ELIMINATO con il consenso di tutti i professori | ELIMINATO con il consenso di tutti i professori | ELIMINATO con il consenso di tutti i professori | ELIMINATO con il consenso di tutti i professori | ELIMINATO con il consenso di tutti i professori | ELIMINATO con il consenso di tutti i professori | ELIMINATO con il consenso di tutti i professori | ELIMINATO con il consenso di tutti i professori | ELIMINATO con il consenso di tutti i professori | ELIMINATO con il consenso di tutti i professori | ELIMINATO con il consenso di tutti i professori | ELIMINATO con il consenso di tutti i professori | ELIMINATO con il consenso di tutti i professori | ELIMINATO con il consenso di tutti i professori | ELIMINATO con il consenso di tutti i professori | ELIMINATO con il consenso di tutti i professori | ELIMINATO con il consenso di tutti i professori | ELIMINATO con il consenso di tutti i professori | ELIMINATO con il consenso di tutti i professori | ELIMINATO con il consenso di tutti i professori | ELIMINATO con il consenso di tutti i professori | ELIMINATO con il consenso di tutti i professori |

## Settimane

### Settimana 1
| Professore           |  | Candidato                 |  | Risultato     |
| -------------------- |  | ------------------------- |  | ------------- |
|                      |  |                           |  |               |
| Klaus Bonoldi        |  | Dear Jack                 |  | corsa sospesa |
| DIRETTA DEL SABATO   |  |                           |  |               |
|                      |  |                           |  |               |
| N.D.                 |  | Greta e Christian         |  | riconfermati  |
|                      |  |                           |  |               |
| Carlo Di Francesco   |  | Michael                   |  | corsa sospesa |
|                      |  |                           |  |               |
| N.D.                 |  | Giacomo C.                |  | riconfermato  |
|                      |  |                           |  |               |
| N.D.                 |  | Miriam Giacomo P. Deborah |  | riconfermati  |
|                      |  |                           |  |               |
| N.D.                 |  | Human Evolution           |  | riconfermati  |
|                      |  |                           |  |               |
| Alessandra Celentano |  | Emiliano                  |  | corsa sospesa |
|                      |  |                           |  |               |
| N.D.                 |  | Simons                    |  | riconfermati  |
|                      |  |                           |  |               |
| N.D.                 |  | Valerio Francesca         |  | riconfermati  |
|                      |  |                           |  |               |
|                      |  |                           |  |               |
| Rudy Zerbi           |  | Vincenzo                  |  | corsa sospesa |
|                      |  |                           |  |               |
| Kledi Kadiu          |  | Federica Naomi            |  | corsa sospesa |

| Professore           |  | Candidato |  | Prove |  | Risultato                                           |
| -------------------- |  | --------- |  | --- |  | --------------------------------------------------- |
|                      |  |           |  | |  |                                                     |
| Carlo Di Francesco   |  | Michael   |  | Don't Wanna Miss You di Cătălin Josan Stop! Dimentica di Tiziano Ferro Se si potesse non morire dei Modà Viva la vida dei Coldplay |  | eliminato (consenso di Zerbi, Di Michele e Bonoldi) |
|                      |  |           |  | |  |                                                     |
| Alessandra Celentano |  | Emiliano  |  | N.D. |  | in sfida immediata                                  |
|                      |  |           |  | |  |                                                     |
| Klaus Bonoldi        |  | Dear Jack |  | N.D. |  | in sfida immediata                                  |

| PROVA                                  | EMILIANO                            | JACOPO                              | ERIK                                |
| Commissario esterno: Ilenia Rossi      | Commissario esterno: Ilenia Rossi   | Commissario esterno: Ilenia Rossi   | Commissario esterno: Ilenia Rossi   |
| -------------------------------------- | ----------------------------------- | ----------------------------------- | ----------------------------------- |
| ROUND 1                                |                                     |                                     |                                     |
| I                                      | Battle 30 secondi a testa x 3 volte | Battle 30 secondi a testa x 3 volte | Battle 30 secondi a testa x 3 volte |
| VITTORIA                               | JACOPO                              | EMILIANO                            | ERIK                                |
| ROUND 2                                |                                     |                                     |                                     |
| PROVA                                  | JACOPO                              | EMILIANO                            | N.D.                                |
| I                                      | Battle 30 secondi a testa x 2 volte | Battle 30 secondi a testa x 2 volte | N.D.                                |
| VITTORIA                               | JACOPO                              | EMILIANO                            | N.D.                                |
|                                        |                                     |                                     |                                     |
| PROVA                                  | DEAR JACK                           | CANOVA                              |                                     |
| Commissario esterno: Francesco Sarcina |                                     |                                     |                                     |
| I                                      | Brano tratto da 29 settembre        | Brano tratto da 29 settembre        |                                     |
| II                                     | Anima gemella                       | Fuori controllo                     |                                     |
| III                                    | One Day                             | Eppure sentire                      |                                     |
| IV                                     | Brano del proprio repertorio        | Brano del proprio repertorio        |                                     |
| VITTORIA                               | DEAR JACK                           | CANOVA                              |                                     |

### Settimana 2
| Professore         |  | Candidato                                             |  | Risultato     |
| ------------------ |  | ----------------------------------------------------- |  | ------------- |
| Rudy Zerbi         |  | Dear Jack                                             |  | corsa sospesa |
|                    |  |                                                       |  |               |
| Grazia Di Michele  |  | Deborah                                               |  | corsa sospesa |
|                    |  |                                                       |  |               |
| DIRETTA DEL SABATO |  |                                                       |  |               |
|                    |  |                                                       |  |               |
| N.D.               |  | Greta Letizia Francesca Christian Giacomo C. Cristian |  | riconfermati  |
|                    |  |                                                       |  |               |
| N.D.               |  | Giada Giacomo P. Miriam Paolo                         |  | riconfermati  |
|                    |  |                                                       |  |               |
| Carlo Di Francesco |  | Gloria Exxtra                                         |  | corsa sospesa |

| Professore        |  | Candidato |  | Prove |  | Risultato          |
| ----------------- |  | --------- |  | --- |  | ------------------ |
|                   |  |           |  | |  |                    |
| Grazia Di Michele |  | Deborah   |  | Rehab di Amy Winehouse Sei bellissima di Loredana Bertè Se io fossi un angelo di Lucio Dalla Set fire to the rain di Adele                                                         |  | rimani             |
|                   |  |           |  | |  |                    |
| Rudy Zerbi        |  | Vincenzo  |  | I migliori anni della nostra vita di Renato Zero |  | in sfida immediata |
|                   |  |           |  | |  |                    |
| Rudy Zerbi        |  | Dear Jack |  | Per averti di Adriano Celentano 29 settembre di Equipe 84 Smoke on the Water di Deep Purple Tanti auguri a te di Elio e le Storie Tese Wake me up when september ends di Green Day |  | rimani             |
|                   |  |           |  | |  |                    |
| Kledi Kadiu       |  | Federica  |  | versione mixata di Just give me a reason Stay Unconditionally (comparata con Naomi)                                                                                                |  | rimani             |
|                   |  |           |  | |  |                    |
| Kledi Kadiu       |  | Naomi     |  | versione mixata di Just give me a reason Stay Unconditionally (comparata con Federica) coreografia su Samskeyti e People help the people                                           |  | in sfida           |

|                             |                |                             |  |
| PROVA                       | VINCENZO       | ALESSIO                     |  |
| Commissario esterno: Brando |                |                             |  |
| I                           | One night only | Wherever you will go        |  |
| II                          | Dedicato a te  | When you say nothing at all |  |
| III                         | Your song      | Your song                   |  |
| VITTORIA                    | ALESSIO        | VINCENZO                    |  |

### Settimana 3
| Professore           |  | Candidato                 |  | Risultato     |
| -------------------- |  | ------------------------- |  | ------------- |
| Alessandra Celentano |  | Letizia Human Evolution   |  | corsa sospesa |
|                      |  |                           |  |               |
| Rudy Zerbi           |  | Miriam Paolo Nick         |  | corsa sospesa |
|                      |  |                           |  |               |
| PUNTATA DEL SABATO   |  |                           |  |               |
| N.D.                 |  | Giacomo C.                |  | riconfermato  |
| Grazia Di Michele    |  | Deborah                   |  | riconfermata  |
| Grazia Di Michele    |  | Dear Jack Giada           |  | riconfermati  |
| N.D.                 |  | Cristian Federica Jacopo  |  | riconfermati  |
| N.D.                 |  | Deborah Giada Miriam Sara |  | riconfermate  |

| Professore           |  | Candidato       |  | Prove |  | Risultato                                           |
| -------------------- |  | --------------- |  | --- |  | --------------------------------------------------- |
|                      |  |                 |  | |  |                                                     |
| Carlo Di Francesco   |  | Gloria          |  | Rolling in the Deep L'amore si odia Senza Parole                                                              |  | eliminata (consenso di Zerbi, Di Michele e Bonoldi) |
| Alessandra Celentano |  | Human Evolution |  | N.D. |  | in sfida immediata                                  |
| Rudy Zerbi           |  | Miriam          |  | Angels di Robbie Williams Troppo buono di Tiziano Ferro                                                       |  | rimani                                              |
| Rudy Zerbi           |  | Paolo           |  | Pensieri e parole di Lucio Battisti Meraviglioso di Negroamaro Hallelujah di Leonard Cohen Creep di Radiohead |  | rimani                                              |

| PROVA                      | HUMAN EVOLUTION            | FELLAS                     |
| Commissario esterno: Chico | Commissario esterno: Chico | Commissario esterno: Chico |
| -------------------------- | -------------------------- | -------------------------- |
| I                          | Battle                     | Battle                     |
| VITTORIA                   | HUMAN EVOLUTION            | FELLAS                     |

| PROVA                            | NAOMI                            | VIRGINIA                         |
| Commissario esterno: Silvio Oddi | Commissario esterno: Silvio Oddi | Commissario esterno: Silvio Oddi |
| -------------------------------- | -------------------------------- | -------------------------------- |
| I                                | COMPARATA                        | COMPARATA                        |
| II                               | Pronto a correre                 | Pronto a correre                 |
| VITTORIA                         | NAOMI                            | VIRGINIA                         |

### Settimana 4
| Professore           |  | Candidato                                        |  | Risultato     |
| -------------------- |  | ------------------------------------------------ |  | ------------- |
|                      |  |                                                  |  |               |
| Kledi Kadiu          |  | Naomi                                            |  | corsa sospesa |
| Veronica Peparini    |  | Christian                                        |  | riconfermato  |
| Klaus Bonoldi        |  | Cesare                                           |  | corsa sospesa |
| Grazia Di Michele    |  | Giada                                            |  | riconfermata  |
| Rudy Zerbi           |  | Sara                                             |  | corsa sospesa |
| Rudy Zerbi           |  | Giacomo P.                                       |  | riconfermato  |
| Alessandra Celentano |  | Human Evolution                                  |  | corsa sospesa |
| Grazia Di Michele    |  | Deborah                                          |  | corsa sospesa |
| Rudy Zerbi           |  | Nick                                             |  | corsa sospesa |
| Alessandra Celentano |  | Christian                                        |  | corsa sospesa |
|                      |  |                                                  |  |               |
| DIRETTA DEL SABATO   |  |                                                  |  |               |
|                      |  |                                                  |  |               |
| N.D.                 |  | Angelo Francesca Greta Paolo Giacomo C. Federica |  | riconfermati  |
| N.D.                 |  | Dear Jack                                        |  | riconfermati  |

| Professore           |  | Candidato       |  | Prove                                                                                                |  | Risultato                                          |
| -------------------- |  | --------------- |  | --- |  | -------------------------------------------------- |
| Alessandra Celentano |  | Letizia         |  | Don Chischiotte Vari esercizi di danza classica Blurred Lines (Garrison)                             |  | eliminata (consenso di Kadiu, Peparini e Garrison) |
|                      |  |                 |  | |  |                                                    |
| Rudy Zerbi           |  | Nick            |  | Ho messo via (Ligabue) Have you ever see the rain Giudizi universali Diamante (Francesco De Gregori) |  | eliminato (salvato da Di Michele)                  |
|                      |  |                 |  | |  |                                                    |
| DIRETTA DEL SABATO   |  |                 |  | |  |                                                    |
|                      |  |                 |  | |  |                                                    |
| Alessandra Celentano |  | Human Evolution |  | N.D.                                                                                                 |  | in sfida immediata                                 |
| Grazia Di Michele    |  | Deborah         |  | N.D.                                                                                                 |  | in sfida immediata                                 |
| Carlo Di Francesco   |  | Exxtra          |  | N.D.                                                                                                 |  | in sfida immediata                                 |
| Alessandra Celentano |  | Christian       |  | N.D.                                                                                                 |  | in sfida immediata                                 |
| Rudy Zerbi           |  | Nick            |  | Just the way you are Knockin on heavens door If you don't know me by now                             |  | eliminato (salvato da Di Michele)                  |

| PROVA                             | HUMAN EVOLUTION                   | 7COMPANY                          |
| Commissario esterno: Ilenia Rossi | Commissario esterno: Ilenia Rossi | Commissario esterno: Ilenia Rossi |
| --------------------------------- | --------------------------------- | --------------------------------- |
| I                                 | Battle                            | Battle                            |
| VITTORIA                          | HUMAN EVOLUTION                   | 7COMPANY                          |

| PROVA                               | DEBORAH                             | SILVIA                              |
| Commissario esterno: Paolo Giordano | Commissario esterno: Paolo Giordano | Commissario esterno: Paolo Giordano |
| ----------------------------------- | ----------------------------------- | ----------------------------------- |
| I                                   | A Natural Woman                     | Per tutta la vita                   |
| II                                  | Se fossi un angelo                  | Il mare d'inverno                   |
| III                                 | Avrai                               | America                             |
| IV                                  | Set Fire to the Rain                | Turning Tables                      |
| VITTORIA                            | DEBORAH                             | SILVIA                              |

| PROVA                          | EXXTRA                         | DENNY                          |
| Commissario esterno: Mastafive | Commissario esterno: Mastafive | Commissario esterno: Mastafive |
| ------------------------------ | ------------------------------ | ------------------------------ |
| I                              | Rubacuori                      | Anche se                       |
| II                             | Where's the love?              | Where's the love?              |
| VITTORIA                       | DENNY                          | EXXTRA                         |

| PROVA                                | CHRISTIAN                            | RAFFAELE                             |
| Commissario esterno: Luciano Cannito | Commissario esterno: Luciano Cannito | Commissario esterno: Luciano Cannito |
| ------------------------------------ | ------------------------------------ | ------------------------------------ |
| I                                    | COMPARATA                            | COMPARATA                            |
| II                                   | L'amore non mi basta                 | L'amore non mi basta                 |
| VITTORIA                             | CHRISTIAN                            | RAFFAELE                             |

### Settimana 5
| Professore           |  | Candidato |  | Risultato     |
| -------------------- |  | --------- |  | ------------- |
| Rudy Zerbi           |  | Nick      |  | corsa sospesa |
| Rudy Zerbi           |  | Alessio   |  | riconfermato  |
| Rudy Zerbi           |  | Dear Jack |  | corsa sospesa |
| Veronica Peparini    |  | Federica  |  | corsa sospesa |
| Carlo Di Francesco   |  | Denny     |  | riconfermato  |
| Alessandra Celentano |  | Giacomo   |  | riconfermato  |
| Garrison             |  | Angelo    |  | corsa sospesa |
| Alessandra Celentano |  | Francesca |  | corsa sospesa |
| Klaus Bonoldi        |  | Simons    |  | corsa sospesa |

| Professore           |  | Candidato |  | Prove                                                                               |  | Risultato                                                |
| -------------------- |  | --------- |  | ----------------------------------------------------------------------------------- |  | -------------------------------------------------------- |
| Kledi Kadiu          |  | Naomi     |  | N.D.                                                                                |  | eliminata (consenso di Celentano, Garrison e Peparini)   |
| Klaus Bonoldi        |  | Cesare    |  | Esibizioni sui suoi pezzi Fuori dal tunnel                                          |  | eliminato (consenso di Zerbi, Di Michele e Di Francesco) |
|                      |  |           |  |                                                                                     |  |                                                          |
| DIRETTA DEL SABATO   |  |           |  |                                                                                     |  |                                                          |
|                      |  |           |  |                                                                                     |  |                                                          |
| Rudy Zerbi           |  | Dear Jack |  | Sognami Irresistibile (inedito) Don't look back in anger The man who can't be moved |  | rimani                                                   |
| Alessandra Celentano |  | Francesca |  | N.D.                                                                                |  | in sfida immediata                                       |
| Rudy Zerbi           |  | Nick      |  | Amici come prima Candle in the wind Maybe Tomorrow                                  |  | rimani (salvato da Di Michele)                           |
| Veronica Peparini    |  | Federica  |  | I Will Pray (Pregherò) Coreografia di Garrison                                      |  | rimani                                                   |
| Rudy Zerbi           |  | Sara      |  | No, No, No Ragamuffin Killing me Softly                                             |  | rimani                                                   |

| PROVA                            | ALESSIO                          | VINCENZO                         |
| Commissario esterno: Anna Sacina | Commissario esterno: Anna Sacina | Commissario esterno: Anna Sacina |
| -------------------------------- | -------------------------------- | -------------------------------- |
| I                                | Paso Doble                       | Paso Doble                       |
| II                               | Rumba                            | Rumba                            |
| VITTORIA                         | VINCENZO                         | ALESSIO                          |

| PROVA                                  | FRANCESCA                              | ELEONORA                               |
| Commissario esterno: Stephane Fournial | Commissario esterno: Stephane Fournial | Commissario esterno: Stephane Fournial |
| -------------------------------------- | -------------------------------------- | -------------------------------------- |
| I                                      | L'essenziale                           | L'essenziale                           |
| II                                     | Thank you very much                    | Thank you very much                    |
| VITTORIA                               | FRANCESCA                              | ELEONORA                               |

Durante la diretta del sabato è stata aperta una votazione online dove il pubblico da casa può esprimere la propria preferenza (Mi piace o Non mi piace) per ogni singolo concorrente. Il concorrente che ha ricevuto più Non mi piace riceve la maglia nera.
| Pos. | Nome            | Disciplina |
| ---- | --------------- | ---------- |
| 1°   | Giacomo C.      | ballo      |
| 2°   | Giada           | canto      |
| 3°   | Dear Jack       | band       |
| 4°   | Human Evolution | crew       |
| 5°   | Deborah         | canto      |
| 6°   | Christian       | ballo      |
| 7°   | Alessio         | canto      |
| 8°   | Sara            | canto      |
| 9°   | Paolo M.        | canto      |
| 10°  | Miriam          | canto      |
| 11°  | Federica        | ballo      |
| 12°  | Francesca       | ballo      |
| 13°  | Greta           | ballo      |
| 14°  | Nick            | canto      |
| 15°  | Paolo B.        | ballo      |
| 16°  | Jacopo          | break      |
| 17°  | Denny           | rap        |
| 18°  | Giacomo P.      | canto      |
| 19°  | Simons          | band       |
| 20°  | Angelo          | ballo      |

### Settimana 6
| Professore           |  | Candidato   |  | Risultato     |
| -------------------- |  | ----------- |  | ------------- |
| N.D.                 |  | Giacomo C.  |  | riconfermato  |
| N.D.                 |  | Vincenzo    |  | riconfermato  |
| Grazia Di Michele    |  | Denny       |  | riconfermato  |
| Veronica Peparini    |  | Jacopo      |  | riconfermato  |
| Alessandra Celentano |  | Greta       |  | corsa sospesa |
| Carlo Di Francesco   |  | Carboidrati |  | riconfermati  |
| Grazia Di Michele    |  | Deborah     |  | riconfermata  |
| Kledi Kadiu          |  | Paolo B.    |  | corsa sospesa |
| Rudy Zerbi           |  | Nick        |  | corsa sospesa |
| Garrison             |  | Christian   |  | corsa sospesa |
| Grazia Di Michele    |  | Denny       |  | corsa sospesa |
|                      |  |             |  |               |
| DIRETTA DEL SABATO   |  |             |  |               |
|                      |  |             |  |               |
| N.D.                 |  | Vincenzo    |  | riconfermato  |
| N.D.                 |  | Deborah     |  | riconfermata  |
| N.D.                 |  | Giada       |  | riconfermata  |
| N.D.                 |  | Giacomo C.  |  | riconfermato  |
| N.D.                 |  | Dear Jack   |  | riconfermati  |

| Professore           |  | Candidato  |  | Prove |  | Risultato                                           |
| -------------------- |  | ---------- |  | --- |  | --------------------------------------------------- |
| Klaus Bonoldi        |  | Simons     |  | Ragazza pazza                                                                                            |  | in sfida immediata                                  |
| Garrison             |  | Angelo     |  | Passo a 3 (Garrison) Concerto Brandeburghese (Celentano) No light, no light (Peparini) Passo a 2 (Kadiu) |  | eliminato (consenso di Celentano, Peparini e Kadiu) |
|                      |  |            |  | |  |                                                     |
| DIRETTA DEL SABATO   |  |            |  | |  |                                                     |
|                      |  |            |  | |  |                                                     |
| Rudy Zerbi           |  | Nick       |  | Faith Let the sun go down on me Careless Whisper                                                         |  | in sfida immediata                                  |
| Alessandra Celentano |  | Greta      |  | Move Born to die (improvvisazione)                                                                       |  | eliminata (salvata da Garrison)                     |
| Pubblico a casa      |  | Giacomo P. |  | Pensa Una lunga storia d'amore Hallelujah Benzina nicotina (inedito)                                     |  | rimani                                              |
| Garrison             |  | Christian  |  | Mad world Sarò Libera                                                                                    |  | rimani                                              |

|                                  |                |                     |  |
| PROVA                            | SIMONS         | CARBOIDRATI         |  |
| Commissario esterno: Fio Zanotti |                |                     |  |
| I                                | Roxanne        | Ah Maria            |  |
| II                               | Boy Band       | La canzone del sole |  |
| III                              | Stanotte si    | Questi uomini       |  |
| IV                               | Safe and Sound | Piazza grande       |  |
| VITTORIA                         | CARBOIDRATI    | SIMONS              |  |

| PROVA                      | KNEF                       | OUTRULE                    |
| Commissario esterno: Kriss | Commissario esterno: Kriss | Commissario esterno: Kriss |
| -------------------------- | -------------------------- | -------------------------- |
| I                          | Battle                     | Battle                     |
| VITTORIA                   | KNEF                       | OUTRULE                    |

| PROVA                             | NICK                              | ROSARIO                           |
| Commissario esterno: Luca Dondoni |                                   |                                   |
| I                                 | Balliamo sul mondo                | Cercami                           |
| II                                | Diamante                          | Meraviglioso                      |
| II                                | Just the way you are (Billy Joel) | Just the way you are (Bruno Mars) |
| VITTORIA                          | NICK                              | ROSARIO                           |

### Settimana 7
| Professore           |  | Candidato         |  | Risultato     |
| -------------------- |  | ----------------- |  | ------------- |
| Carlo Di Francesco   |  | Paolo M.          |  | riconfermato  |
| Carlo Di Francesco   |  | Miriam            |  | corsa sospesa |
| Garrison             |  | Vincenzo          |  | riconfermato  |
| Alessandra Celentano |  | Francesca         |  | corsa sospesa |
|                      |  |                   |  |               |
| DIRETTA DEL SABATO   |  |                   |  |               |
|                      |  |                   |  |               |
| N.D.                 |  | Knef              |  | riconfermati  |
| N.D.                 |  | Giacomo Christian |  | riconfermati  |
| N.D.                 |  | Vincenzo          |  | riconfermato  |
| N.D.                 |  | Paolo M.          |  | riconfermato  |
| N.D.                 |  | Federica          |  | riconfermata  |
| N.D.                 |  | Deborah           |  | riconfermata  |

| Professore           |  | Candidato |  | Prove                                                                     |  | Risultato          |
| -------------------- |  | --------- |  | ------------------------------------------------------------------------- |  | ------------------ |
| Kledi Kadiu          |  | Paolo B.  |  | Titanium Concerto Brandeburghese Don't Speak                              |  | rimani             |
|                      |  |           |  |                                                                           |  |                    |
| DIRETTA DEL SABATO   |  |           |  |                                                                           |  |                    |
|                      |  |           |  |                                                                           |  |                    |
| Alessandra Celentano |  | Greta     |  | N.D.                                                                      |  | in sfida immediata |
| Alessandra Celentano |  | Francesca |  | N.D.                                                                      |  | in sfida immediata |
| Grazia Di Michele    |  | Denny     |  | Giardini di marzo (lettura) Anche se (inedito) Vivo underground (inedito) |  | rimani             |

| PROVA                                 | GRETA                                 | OSCAR                                 |
| Commissario esterno: Anna Maria Prina | Commissario esterno: Anna Maria Prina | Commissario esterno: Anna Maria Prina |
| ------------------------------------- | ------------------------------------- | ------------------------------------- |
| I                                     | Everybody loves you                   | Variazione dal Corsaro                |
| II                                    | People Help the People                | Don Chisciotte                        |
| VITTORIA                              | OSCAR                                 | GRETA                                 |

| PROVA                                 | FRANCESCA                             | LORENZO                               |
| Commissario esterno: Anna Maria Prina | Commissario esterno: Anna Maria Prina | Commissario esterno: Anna Maria Prina |
| ------------------------------------- | ------------------------------------- | ------------------------------------- |
| I                                     | Persone silenziose                    | Persone silenziose                    |
| II                                    | The power of love                     | The power of love                     |
| VITTORIA                              | LORENZO                               | FRANCESCA                             |

Durante la diretta di sabato si sono svolti i primi esami di sbarramento per l'accesso al serale.
| Allievo     |                | Esito |
| ----------- | -------------- | ----- |
| Carboidrati | SEMAFORO VERDE |       |
| Giacomo     | SEMAFORO ROSSO |       |

### Settimana 8
| Professore        |  | Candidato |  | Risultato    |
| ----------------- |  | --------- |  | ------------ |
| N.D.              |  | Giada     |  | riconfermata |
| N.D.              |  | Giacomo   |  | riconfermato |
| Veronica Peparini |  | Knef      |  | riconfermati |

| Professore         |  | Candidato |  | Prove                                                                     |  | Risultato |
| ------------------ |  | --------- |  | ------------------------------------------------------------------------- |  | --------- |
| Carlo Di Francesco |  | Miriam    |  | E non finisce mica il cielo Apologize Le tasche piene di sassi Dark Black |  | rimani    |

| PROVA                | FRANCESCO            | MATTEO               |
| Commissario esterno: | Commissario esterno: | Commissario esterno: |
| -------------------- | -------------------- | -------------------- |
| I                    | Rumba                | Rumba                |
| II                   | Cha Cha Cha Jive     | Cha Cha Cha Jive     |
| VITTORIA             | FRANCESCO            | MATTEO               |

ESAMI DI SBARRAMENTO
| Allievo   |                 | Esito |
| --------- | --------------- | ----- |
| Francesco | SEMAFORO GIALLO |       |
| Vincenzo  | SEMAFORO GIALLO |       |
| Dear Jack | SEMAFORO GIALLO |       |
| Oscar     | SEMAFORO VERDE  |       |

### Settimana 9
ESAMI DI SBARRAMENTO
| Allievo         |                 | Esito |
| --------------- | --------------- | ----- |
| Paolo           | SEMAFORO ROSSO  |       |
| Deborah         | SEMAFORO VERDE  |       |
| Francesco       | SEMAFORO ROSSO  |       |
| Vincenzo        | SEMAFORO VERDE  |       |
| Nick            | SEMAFORO GIALLO |       |
| Human Evolution | SEMAFORO ROSSO  |       |
| Jacopo          | SEMAFORO GIALLO |       |
| Knef            | SEMAFORO VERDE  |       |
| Sara            | SEMAFORO GIALLO |       |

### Settimana 10
ESAMI DI SBARRAMENTO
| Allievo   |                 | Esito |
| --------- | --------------- | ----- |
| Alessio   | SEMAFORO GIALLO |       |
| Miriam    | SEMAFORO VERDE  |       |
| Paolo     | SEMAFORO GIALLO |       |
| Dear Jack | SEMAFORO VERDE  |       |
| Federica  | SEMAFORO VERDE  |       |
| Denny     | SEMAFORO VERDE  |       |

### Settimana 11
ESAMI DI SBARRAMENTO
| Allievo   |                 | Esito |
| --------- | --------------- | ----- |
| Christian | SEMAFORO GIALLO |       |
| Sara      | SEMAFORO GIALLO |       |
| Nick      | SEMAFORO VERDE  |       |
| Giacomo   | SEMAFORO VERDE  |       |
| Christian | SEMAFORO GIALLO |       |
| Giada     | SEMAFORO VERDE  |       |

### Settimana 12
Durante la settimana, si sono svolti gli ultimi ESAMI DI SBARRAMENTO, in particolare:
| Allievo   |                 | Esito |
| --------- | --------------- | ----- |
| Christian | SEMAFORO GIALLO |       |
| Lorenzo   | SEMAFORO GIALLO |       |
| Jacopo    | SEMAFORO GIALLO |       |
| Paolo     | SEMAFORO GIALLO |       |
| Sara      | SEMAFORO GIALLO |       |
| Alessio   | SEMAFORO GIALLO |       |
|           |                 |       |
| Lorenzo   | SEMAFORO GIALLO |       |
| Jacopo    | SEMAFORO GIALLO |       |
| Christian | SEMAFORO GIALLO |       |
| Paolo     | SEMAFORO GIALLO |       |
| Sara      | SEMAFORO GIALLO |       |
| Alessio   | SEMAFORO GIALLO |       |
|           |                 |       |
| Paolo     | SEMAFORO VERDE  |       |
| Christian | SEMAFORO VERDE  |       |
| Alessio   | SEMAFORO ROSSO  |       |
| Lorenzo   | SEMAFORO VERDE  |       |
| Sara      | SEMAFORO VERDE  |       |
| Jacopo    | SEMAFORO ROSSO  |       |

Durante la diretta del sabato, si formano le squadre per il serale: ogni alunno si esibisce davanti ai due coach e viene scelto da uno o entrambi i direttori artistici; in quest'ultimo caso è l'alunno a scegliere di quale squadra far parte.
| Squadra Bianca | Squadra Bianca |                              | Squadra Blu                                                                                    | Squadra Blu                                                                                    |
| Direttore Artistico                                                                                                 | Direttore Artistico                                                                                                 | Direttore Artistico          | Direttore Artistico                                                                            | Direttore Artistico                                                                            |
| --- | --- | ---------------------------- | ---------------------------------------------------------------------------------------------- | ---------------------------------------------------------------------------------------------- |
| - Moreno | - Moreno |                              | - Miguel Bosé                                                                                  | - Miguel Bosé                                                                                  |
| Professori | |                              |                                                                                                |                                                                                                |
| - Grazia Di Michele (canto) - Carlo Di Francesco (canto) - Alessandra Celentano (ballo) - Veronica Peparini (ballo) | - Grazia Di Michele (canto) - Carlo Di Francesco (canto) - Alessandra Celentano (ballo) - Veronica Peparini (ballo) |                              | - Rudy Zerbi (canto) - Klaus Bonoldi (canto) - Garrison Rochelle (ballo) - Kledi Kadiu (ballo) | - Rudy Zerbi (canto) - Klaus Bonoldi (canto) - Garrison Rochelle (ballo) - Kledi Kadiu (ballo) |
| Concorrenti | |                              |                                                                                                |                                                                                                |
| Nome | Disciplina |                              | Nome                                                                                           | Disciplina                                                                                     |
| Deborah Iurato | canto | Oscar Valdeès Caramenates    | ballo                                                                                          |                                                                                                |
| Knef (Mattew) | crew | Dear Jack (Alessio Bernabei) | band                                                                                           |                                                                                                |
| Vincenzo Durevole                                                                                                   | latinista | Christian Pace               | ballo                                                                                          |                                                                                                |
| Carboidrati (Pasquale Sculco)                                                                                       | band | Nick Casciaro                | canto                                                                                          |                                                                                                |
| Federica Rigoli | ballo | Giada Agasucci               | canto                                                                                          |                                                                                                |
| Lorenzo Del Moro | ballo | Denny Lahome                 | rap                                                                                            |                                                                                                |
| Paolo Macagnino | canto | Giacomo Castellana           | ballo                                                                                          |                                                                                                |
| Miriam Masala | canto | Sara Mattei                  | canto                                                                                          |                                                                                                |

## Ascolti
| Puntata | Messa in onda    | Telespettatori | Share  |
| ------- | ---------------- | -------------- | ------ |
| 1       | 23 novembre 2013 | 3 347 000      | 19,76% |
| 2       | 30 novembre 2013 | 3 006 000      | 18,11% |
| 3       | 7 dicembre 2013  | 2 699 000      | 17,89% |
| 4       | 14 dicembre 2013 | 2 742 000      | 17,77% |
| 5       | 11 gennaio 2014  | 2 992 000      | 18,37% |
| 6       | 18 gennaio 2014  | 3 193 000      | 18,57% |
| 7       | 25 gennaio 2014  | 3 258 000      | 19,97% |
| 8       | 1º febbraio 2014 | 3 633 000      | 19,50% |
| 9       | 8 febbraio 2014  | 3 389 000      | 20,07% |
| 10      | 15 febbraio 2014 | 3 070 000      | 18,76% |
| 11      | 22 febbraio 2014 | 3 245 000      | 18,94% |
| 12      | 1º marzo 2014    | 3 504 000      | 19,43% |
| 13      | 8 marzo 2014     | 3 661 000      | 23,30% |
| 14      | 15 marzo 2014    | 3 573 000      | 22,29% |
| Media   | Media            | 3 236 000      | 19,48% |